# Tepuy Kukenán
El tepuy Kukenán o Cuquenán es un tepuy en la parroquia Santa Elena de Uairén, municipio Gran Sabana, estado Bolívar, en la región Guayana, parte del país sudamericano de Venezuela. Posee una superficie estimada en 2185 hectáreas (equivalentes a 21,85 kilómetros cuadrados). Tiene una altitud de 2680 m y una longitud de 3 km. El salto Kukenán, de 674 m de desnivel, se encuentra en el extremo sureste del tepuy.
Kukenán se encuentra en el parque nacional Canaima, cerca de la frontera con Brasil y Guyana. Junto a Kukenán, al sureste, está el monte Roraima, otro tepuy muy conocido. El tepuy Kukenán es más difícil de escalar, por lo que se sube con mucha menos frecuencia que al monte Roraima.
La vista en la parte superior de Kukenán fue fuente de inspiración para la película animada de 2009 Up.

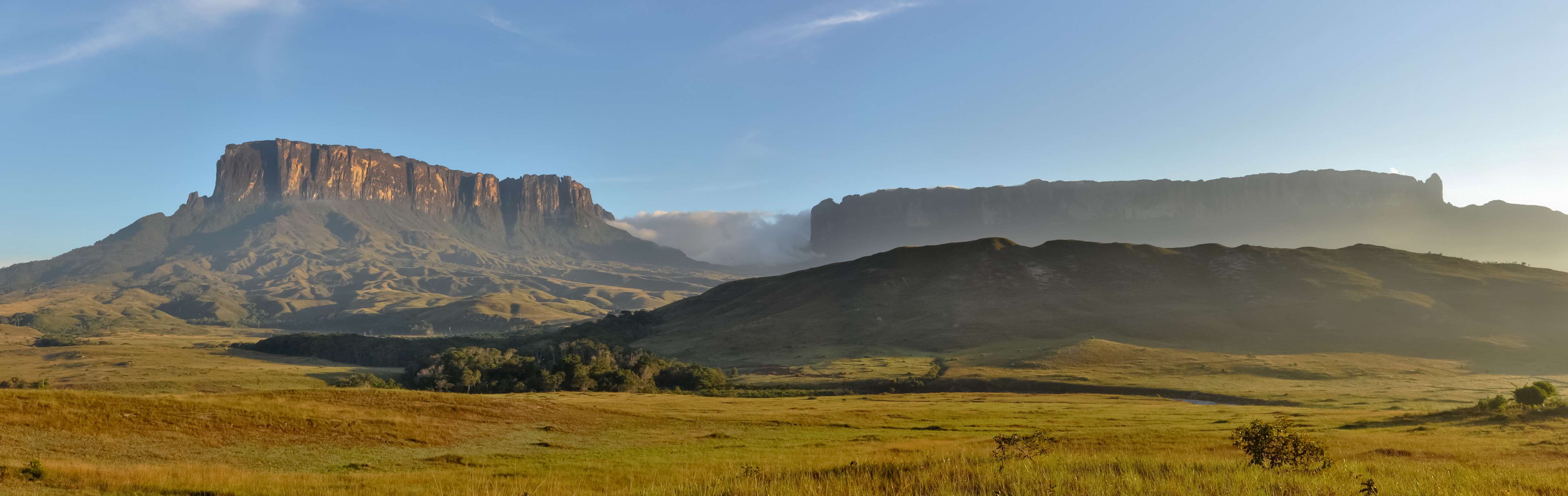

En esta meseta nace el río Kukenaam, que al confluir con el río Yuruaní dan origen al río Caroní.

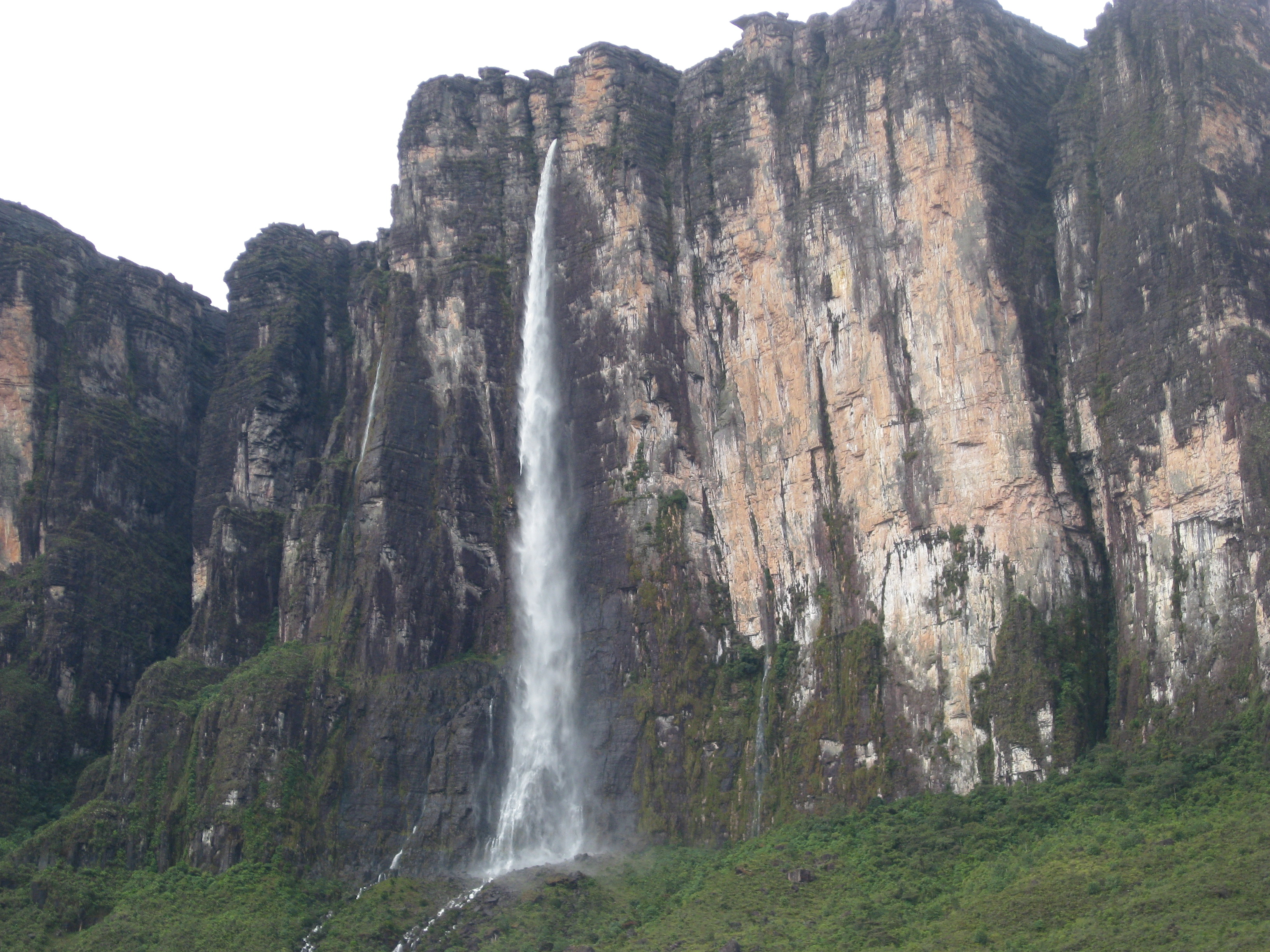
Salto Kukenán al sur del tepuy